# Tephronia teriolica
Tephronia teriolica là một loài bướm đêm trong họ Geometridae.